# 에른스트 푹스 (신학자)
에른스트 푹스(Ernst Fuchs, 1903년 6월 11일 ~ 1983년 1월 15일)는 독일의 신학자이며, 해석학적 신학자인 에벨링과 더불어 신 해석학파(New Hermeneutic)의 주창자이다. 언어 사건을 학문적으로 정립한 학자이다.
하일브론에서 출생한 푹스는 법학을 전공하던 중 슐라터의 영향으로 튀빙겐 대학교와 마르부르크 대학교에서 신학을 연구한 후에, 1932년에 본 대학교에서 신학박사학위를 받았다. 그러나 푹스 자신은 슐라터보다는 불트만에게 더 많은 영향을 받았다고 고백하기도 했다. 신약학자 소기천에 따르면 신학계에 하이데거의 해석학이 도입되던 시절에 훅스 또한 해석학에 관심을 갖게 되고, 후기 하이데거의 언어 개념을 신학적 해석학에 적용시키는 데에까지 나아갔다고 평가한다. 뷔르텐베르크의 고백 교회에서 목회를 하기도 했으며, 1978년에는 『설교의 기쁨』이란 설교집을 펴내기도 했다.

## 신 해석학
그의 관심은 인간 존재에 대한 방해 받지 않는 언어를 듣는 법을 배울려고 한다. 신 해석학(Neue Hermeneutik, New Hermeneutic)이란 언어 스스로가 말하는 것을 듣는 것이라고 한다(Sinn des "Textes gefragt wird, sondern „nach der mit dem Text selbst gegebenen hermeneutischen Hilfe"). 후기 하이데거의 실존주의 철학을 적용하는데, 루돌프 불트만이 예수의 사적(史的) 문제에, 있어서 전혀 도외시하기에 예수의 말씀과 케리그마 사이의 연속성을 주장하게 된다. 예수의 행동과 케리그마(말씀의 선포)의 연속성을 말한다. 초대 기독교의 성찬이나 예수가 세리와 음식을 나눔의 행위는 구속사적  의미가 있다고 보았다. 십자가 사건은 제자들이 구속의 의미를 이해하게 해주었다고 주장하며, 이것이 초기 기독교의 탄생이라고 한다. 그러므로 예수의 행동과 케류그마의 연속성이 있다고 주장한다. 언어는 실존적으로 언어 사건으로 나타나야 한다고 주장한다.

## 언어 사건
언어 사건(Sprachereignis, language event)이란 작성되거나 말하여진 정보의 행위나 사건이다. 1920년대에 철학 학회지(Journal of Philosoph)에서 최초로 사용되었다. 신학에서 이 단어가 사용한 학자는 에른스트 푹스였다.에른스트 푹스의 언어 교리는 역사적인 예수의 "새로운 탐구"에 영감을 불어 넣었다. 왜냐하면 예수의 말씀과 행동이 "언어 사건"(Sprachereignis)을 구성하기 때문이다. 믿음은 먼저 언어로 들어와서 "존재의 집" (하이데거)이라는 언어안에서 실존적으로 가능하게 된다.

## 평가
푹스의 새로운 시도는 성경본문의 초자연적인 특징을 약화시키고 단지 인간의 언어로만 이해한다는 지적을 받는다. 따라서 해석학의 방법에 있어서 영적인 점을 무시하게 된다고 본다. 루터와 칼빈의 주장한 성경을 성경으로 해석하기 보다는 철학적인 방법의 우월성을 가지고 언어학적인 분석으로 해석만이 강조되어가는 점에서 문제점을 갖는다고 평가한다. 조직신학자 정승원에 따르면 푹수에 있어서 또 다른 문제는 언어들에 내재해 있는 실존적 의미 혹은 힘이 어떻게 언어 구조와 연결되는 지를 신해석학은 말해 주지 못한다는 것이이라고 한다. 언어 자체도 중립적이 될 수 없다는 것이다. 인간에 의해 정해지고 전달되는 것이라고 본다. 언어에 생내적으로 실존적 의미나 힘이 있는 것이 아니라, 여러 루우트로 의미가 부여된 언어를 신해석학자들은 '실존적 매개체로 사용하여 실재(reality)와 자신의 존재의 의미를 찾으려는 것' 뿐이라고 평가한다.